# Carrhotus operosus
Carrhotus operosus är en spindelart som beskrevs av Jastrzebski 1999. Carrhotus operosus ingår i släktet Carrhotus och familjen hoppspindlar. Inga underarter finns listade.